# Potência do corpo humano

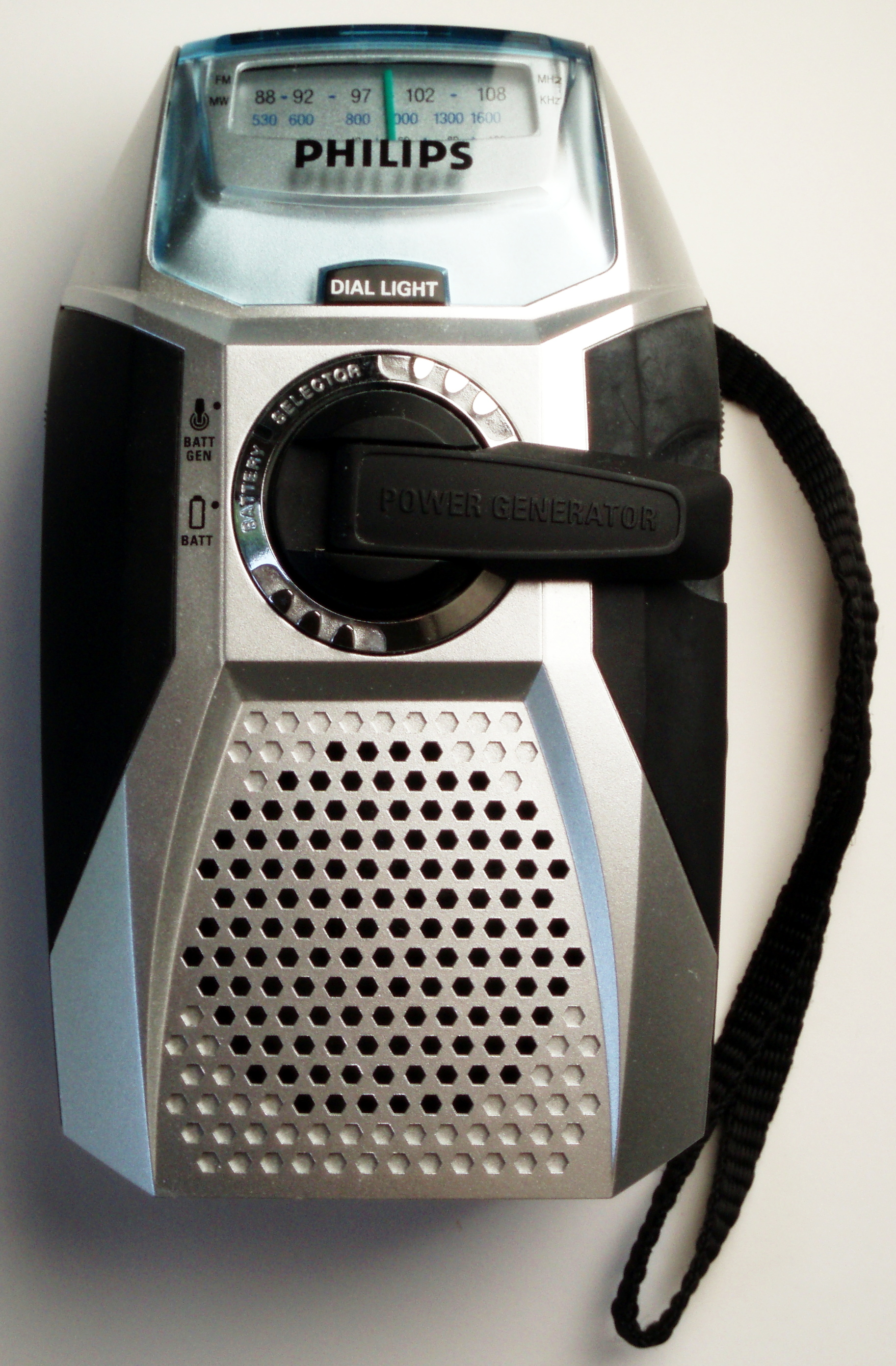
Um rádio Philips híbrido de bateria/manivela.

Potência do corpo humano é um termo relacionado ao trabalho ou à energia produzida a partir do corpo humano. O termo potência se refere à taxa de trabalho realizado (ou recebido) por unidade de tempo de um humano. A potência vem principalmente dos músculos, mas o corpo também exerce trabalho por meio do calor corporal que aquece o ambiente, alimentos ou outros seres humanos.
Recordes mundiais de desempenho de energia obtidos por seres humanos são de interesse para planejadores do trabalho e engenheiros de processo de trabalho. O nível médio de potência que um ser humano pode manter ao longo de um determinado período de tempo, tal como um minuto ou uma hora, é um dado de interesse para  engenheiros projetando operações de trabalho na indústria. A potência do corpo humano é ocasionalmente usada para gerar e, por vezes, armazenar energia elétrica em baterias para uso em localidades inabitadas.

## Potência disponível
Um metabolismo humano normal produz calor a uma taxa metabólica basal de cerca de 80 watts.
Durante uma corrida de bicicleta, um ciclista bem treinado pode produzir de forma sustentável perto de 400 watts de potência mecânica durante mais de uma hora. Durante instantes de alto esforço, ele pode produzir mais que o dobro: de 1000 a 1100 watts (bicicletas modernas de corrida possuem eficiência mecânica superior a 95%). Um adulto normal em boa forma, entretanto, comumente exerce entre 50 e 150 watts durante uma hora de exercício vigoroso. Um trabalhador manual médio, saudável, bem alimentado e motivado pode sustentar uma potência de 75 watts durante um turno de trabalho de 8 horas. No entanto, a produção potencial a partir da energia humana é reduzida pela ineficiência inerente a qualquer dispositivo gerador, uma vez que todos os geradores reais incorrem em perdas consideráveis durante o processo de conversão de energia.
Embora tenham sido feitas tentativas para adaptar geradores elétricos equipamentos de exercício, o valor correspondente à energia coletada é baixo em comparação com o custo dos equipamentos de conversão.

## Transporte de tração humana
Diversos meios de transporte utilizam a energia humana, tais como bicicleta, cadeira de rodas, caminhada, skate, carrinho de mão, remo, esquis, e rickshaw. Algumas meios podem empregar mais de uma pessoa. A histórica galera era impulsionada por homens livres em tempos antigos e, em épocas mais recentes, por escravos capturados por piratas. O Gossamer Condor foi a primeira aeronave de propulsão humana capaz de voar de forma controlada e sustentada, realizando seu primeiro voo em 1977. Em 2007, Jason Lewis, da Expedition 360, tornou-se a primeira pessoa a circunavegar o globo em latitudes não polares, usando apenas a energia humana: a pé, de bicicleta e de patins ao longo da terra firme; e a nado, caiaque, remo e também utilizando um barco de 7,9 metros movido a pedal.

## Equipamentos movidos a energia humana
Alguns equipamentos utilizam energia do corpo humano. Eles podem usar diretamente a potência mecânica dos músculos, ou um gerador pode converter a energia produzida pelo corpo em energia elétrica.

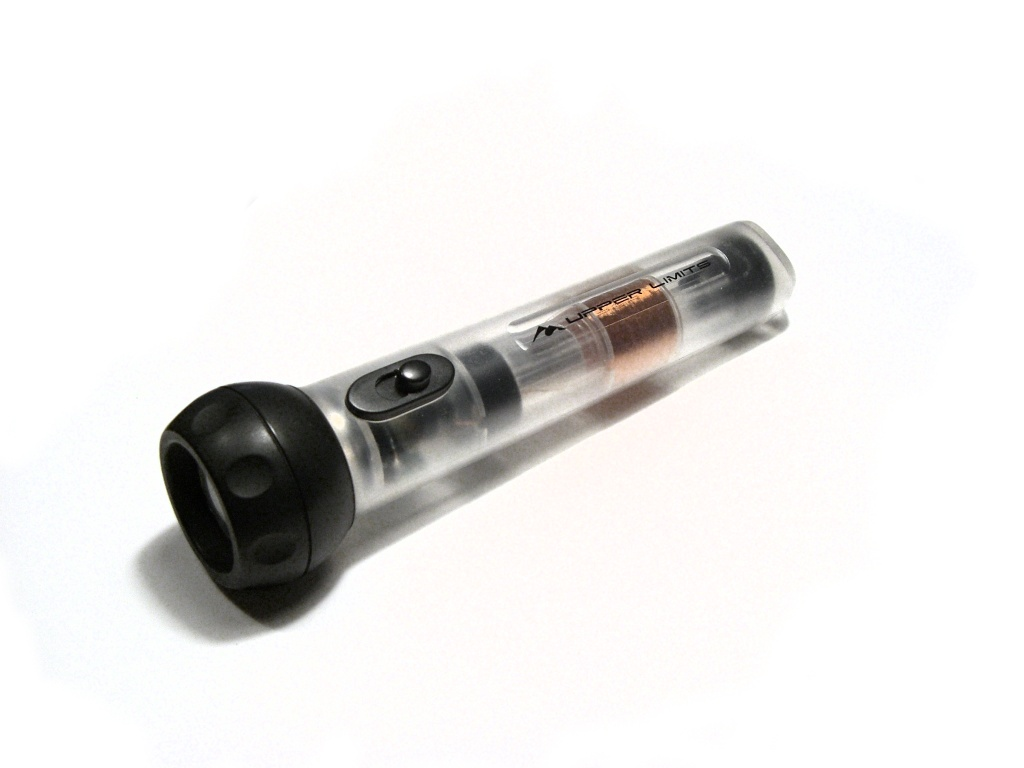
Uma lanterna acionada mecanicamente. Este modelo utiliza um gerador linear e é carregada ao ser agitada ao longo de seu eixo longitudinal.

 Equipamentos movidos a energia humana são pequenos eletrodomésticos que podem ser acionados por energia elétrica gerada pela força muscular humana ao invés de fontes de energia elétrica convencionais, tais como pilhas ou a rede elétrica. Tais dispositivos contêm geradores elétricos ou um mecanismo de indução para recarregar suas baterias. Geradores avulsos acionados a manivela estão agora disponíveis para recarga de dispositivos eletrônicos portáteis que utilizam baterias, tais como telefones celulares. Outros, como lanternas a dínamo, tem o gerador integrado dentro do próprio dispositivo.
Uma alternativa às baterias recarregáveis para armazenamento de eletricidade são os supercapacitores, que já passaram a ser empregados em alguns dispositivos tais como a bateria mecanicamente acionada já citada. Um exemplo de dispositivos que armazena energia mecânica ao invés de elétrica é o rádio relógio com uma mola enrolada por meio de uma manivela que é girada para fornecer energia ao sistema.

### Rádio de sobrevivência

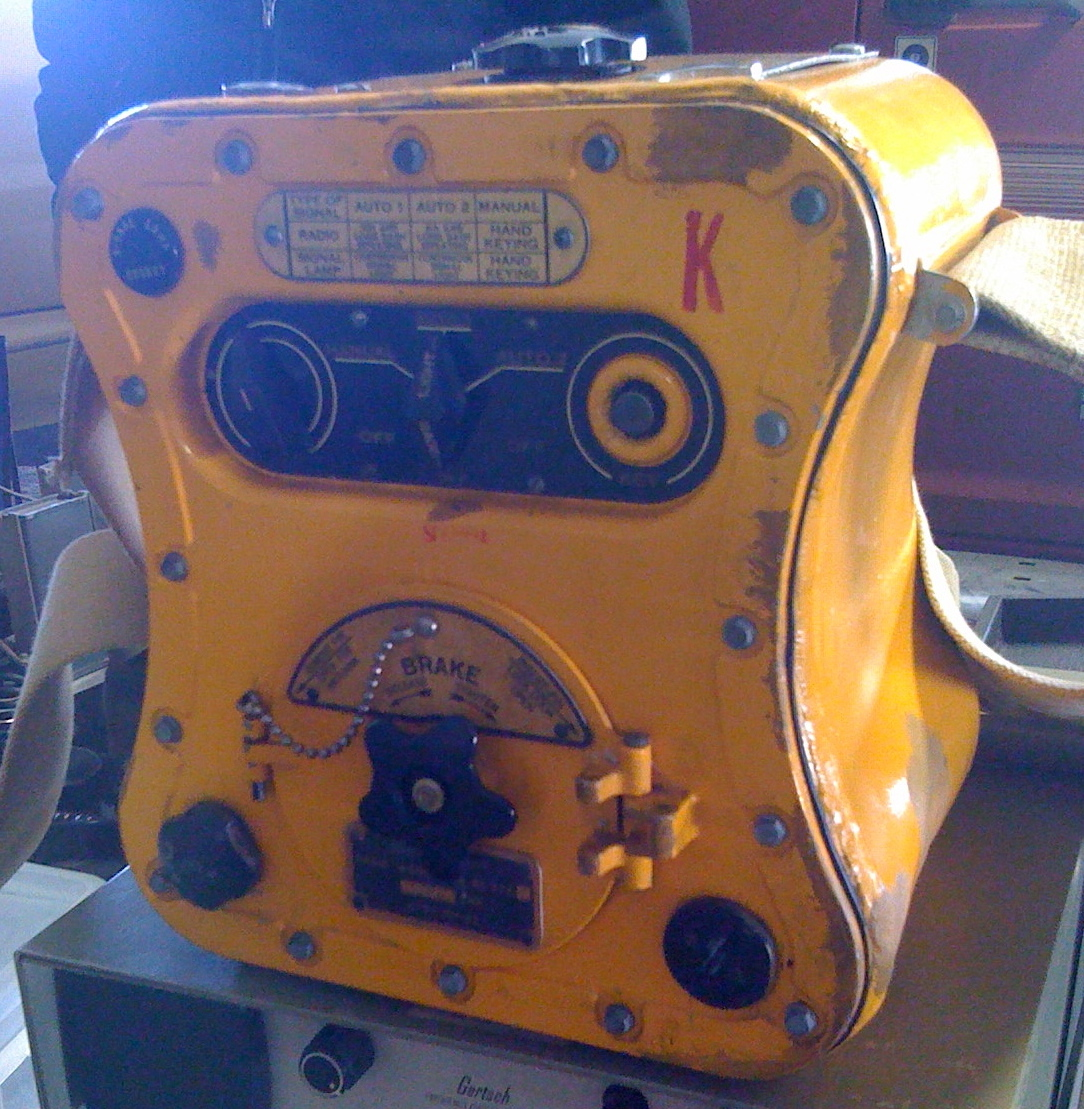
Transmissor de rádio BC-778 "Gibson Girl"

O rádio Gibson Girl, da época da Segunda Guerra Mundial, empregava uma manivela acionada a mão para fornecer energia; isto evitava o desempenho não confiável das pilhas secas, que poderiam estar armazenadas por meses até o momento em que fossem necessárias. A desvantagem é que o sobrevivente precisa estar apto o suficiente para acionar a manivela. Rádios de sobrevivência foram inventados e utilizados por ambos os lados durante a guerra. O SCR-578 (e o similar do pós-guerra, UM/CRT-3) foi um rádio de sobrevivência levado em aeronaves operando em alto-mar. Ele recebeu o apelido de "Gibson Girl" por causa da sua forma de ampulheta, que permitia que ele fosse segurado entre as pernas enquanto a manivela era acionada.

### Rádio militar

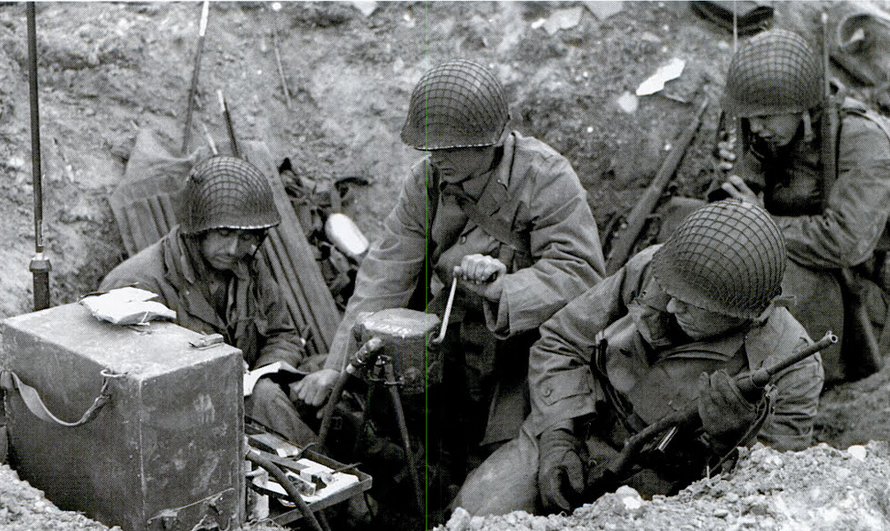
Soldados americanos durante a segunda guerra mundial acionando um aparelho rádio por meio de um gerador a manivela GN-45.

Durante Segunda Guerra Mundial, tropas dos EUA, por vezes, empregaram os geradores a manivela GN-35 e GN-45 para acionarem aparelhos de rádio. O acionamento da manivela era trabalhoso, mas gerava corrente elétrica suficiente para pequenos aparelhos de rádio, tais como o SCR-131, SCR-161, SCR-171, SCR-284, e SCR-694.

### Rádio a dínamo

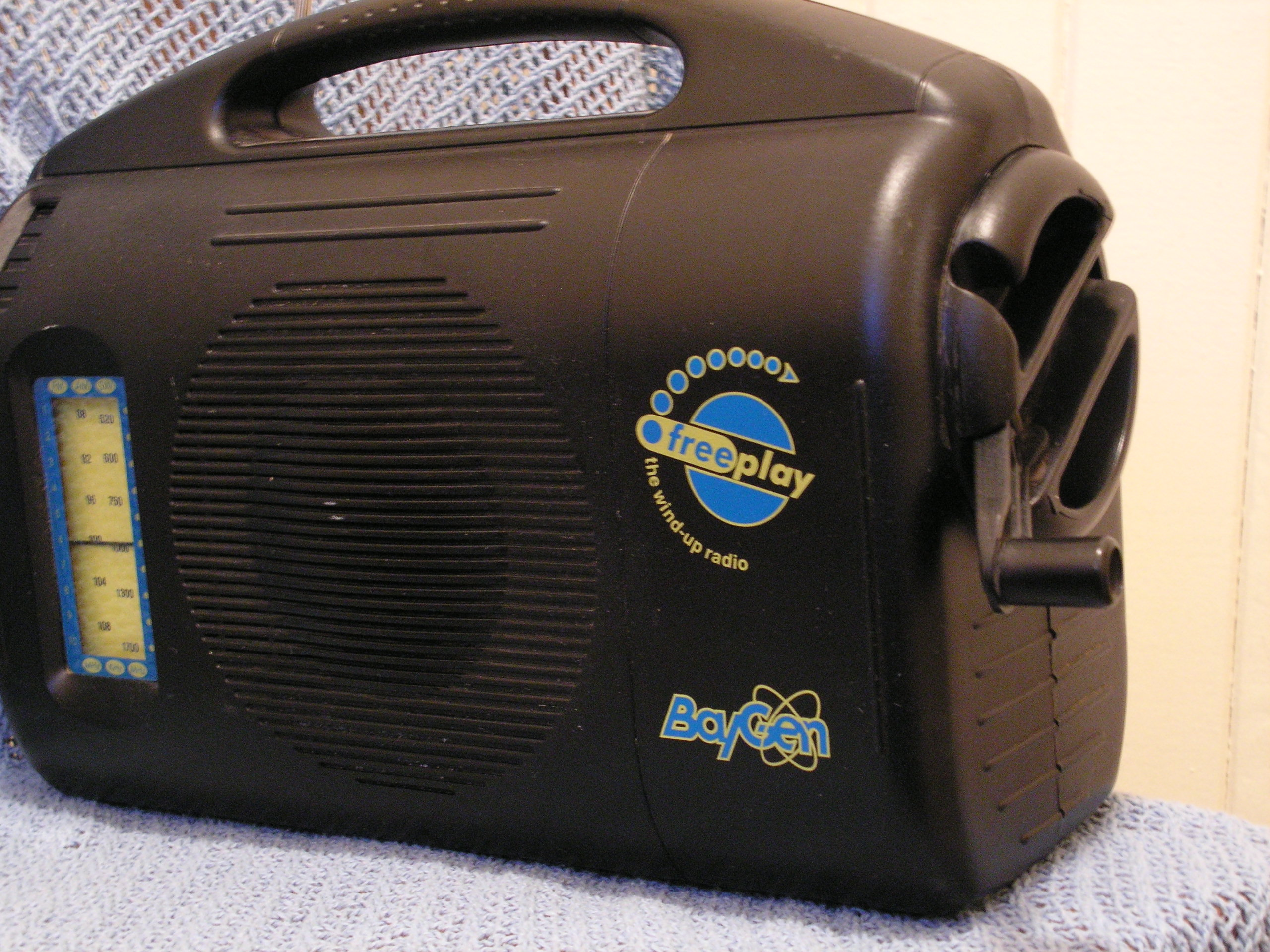
Rádio Baygen original com manivela na posição de girar.

Um rádio movido a dínamo (windup) é um rádio alimentado pela potência muscular humana em vez de pilhas ou rede elétrica. Na configuração mais comum, um gerador elétrico interno é acionado por uma mola, a qual é enrolada por uma manivela. Girar a manivela faz a mola ser enrolada. Um enrolamento completo da mola permite várias horas de operação. Alternativamente, o gerador pode carregar uma bateria interna.
Rádios a dínamo projetados para utilização em caso de emergência, muitas vezes, incluíam lanternas, luzes de emergência e sirenes de emergência. Eles também podem incluir várias alternativas de fontes de energia alternativas, tais como baterias recarregáveis ou não, isqueiros automotivos e células solares.

### Transmissor acionado a pedal

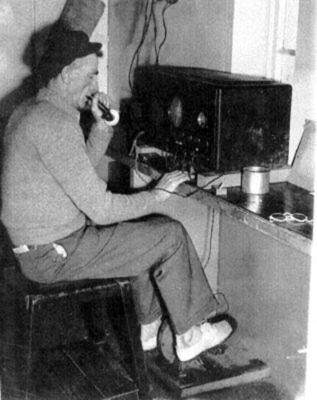
Pedal de Rádio a pedal sendo utilizado no farol da ilha South Solitary, para se comunicar com o farol Norah Head, 1946

O rádio a pedal foi um aparelho transmissor-receptor alimentado por um gerador acionado por pedais. Ele foi desenvolvido por Alfred Traeger, em 1929, como uma forma de prestação de prover comunicação via rádio a propriedades rurais remotas no interior da Austrália. Não havia rede ou gerador de energia disponível no momento e o emprego de baterias seria excessivamente oneroso. O rádio a pedal é considerado uma importante invenção australiana.